# Simone Wild
Simone Wild (7 dicembre 1993) è una sciatrice alpina svizzera.

## Biografia
Simone Wild ha esordito nel Circo bianco il 27 novembre 2008 in uno slalom speciale valido come gara FIS a Zinal, non riuscendo a qualificarsi. Il 15 dicembre 2010 a Sankt Moritz ha debuttato in Coppa Europa, giungendo 55ª in supercombinata; il 15 dicembre del 2013 ha partecipato per la prima volta a una gara di Coppa del Mondo, lo slalom gigante disputato a Sankt Moritz, senza completarlo.
Nel 2015 ha conquistato i primi punti nel massimo circuito internazionale, il 12 dicembre a Åre ancora in slalom gigante (8ª); ai Mondiali di Sankt Moritz 2017, suo esordio iridato, si è classificata 14ª nello slalom gigante. Ai XXIII Giochi olimpici invernali di Pyeongchang 2018, sua prima presenza olimpica, si è classificata 28ª nello slalom gigante.

## Palmarès

### Coppa del Mondo
- Miglior piazzamento in classifica generale: 50ª nel 2017

### Coppa Europa
- Miglior piazzamento in classifica generale: 6ª nel 2022
- Vincitrice della classifica di slalom gigante nel 2022
- 15 podi:
  - 4 vittorie
  - 8 secondi posti
  - 3 terzi posti

#### Coppa Europa - vittorie
| Data             | Località | Paese    | Specialità |
| ---------------- | -------- | -------- | ---------- |
| 13 febbraio 2016 | Borovec  | Bulgaria | GS         |
| 15 dicembre 2016 | Andalo   | Italia   | GS         |
| 16 gennaio 2022  | Orcières | Francia  | GS         |
| 19 marzo 2022    | Soldeu   | Andorra  | GS         |

Legenda:

GS = slalom gigante

### South American Cup
- Miglior piazzamento in classifica generale: 24ª nel 2024
- 1 podio:
  - 1 vittoria

#### South American Cup - vittorie
| Data              | Località     | Paese     | Specialità |
| ----------------- | ------------ | --------- | ---------- |
| 12 settembre 2023 | Cerro Castor | Argentina | GS         |

Legenda:

GS = slalom gigante

### Campionati svizzeri
- 6 medaglie:
  - 4 argenti (slalom gigante nel 2017; slalom gigante nel 2020; slalom gigante nel 2021; slalom gigante nel 2022)
  - 2 bronzi (slalom gigante nel 2014; slalom gigante nel 2015)